# Konrad Kotkowski
Konrad Kotkowski (ur. 1880 w Chojnem, zm. 1 lutego 1929 w Krakowie) – polski polityk, poseł na Sejm I kadencji w II RP z ramienia Związku Ludowo-Narodowego.

## Biografia
W 1900 przystąpił do Narodowej Demokracji, w ramach której przemycał gazety podziemne. 5 kwietnia 1903 został aresztowany na Dworcu Kowelskim w Warszawie podczas przemytu Polaka. Kolejne dwa lata spędził jako więzień na Pawiaku. W 1905 skazany na osiedlenie się w głębi Imperium Rosyjskiego i zesłany. Jednak już po sześciu tygodniach zsyłki zdołał zbiec i powrócić do Warszawy. Następnie udał się na emigrację do Krakowa. Spędził także kilka miesięcy w Badenii.
Po odzyskaniu przez Polskę niepodległości powrócił na teren byłego zaboru rosyjskiego. W 1921 został zatrudniony w Państwowym Instytucie Naukowym Gospodarstwa Wiejskiego w Puławach.
W 1919 roku założył tam Towarzystwo Pszczelarskie. W 1920 roku, podczas wojny polsko-bolszewickiej należał do wojewódzkiego komitetu propagandy.
W 1922 bez powodzenia wziął udział w wyborach do Sejmu z listy nr 8 (Chrześcijańskiego Związku Jedności Narodowej) w okręgu Puławy - Garwolin - Łuków. W 1924 objął jednak mandat poselski w miejsce zmarłego posła Wacława Kryńskiego. Ślubowanie poselskie złożył 28 stycznia 1924. Zasiadał w komisjach Ochrony Pracy oraz w Rolnej. Po zakończeniu kadencji w 1927 nigdy już nie był członkiem parlamentu.